# Doddaboovalli, Malavalli
Doddaboovalli là một làng thuộc tehsil Malavalli, huyện Mandya, bang Karnataka, Ấn Độ.